# Reconquête d'Oran et de Mers el-Kébir (1708)
Pour les articles homonymes, voir Siège d'Oran et de Mers el-Kébir.
Conflits algéro-hispaniques
La reconquête d'Oran et de Mers el-Kébir est la première tentative victorieuse de la régence d'Alger de reprendre les présides d'Oran et de Mers el-Kébir aux Espagnols en 1708. Elle est conduite par Mustapha Bouchelaghem, le bey de Mascara et ouvre une première période, de 1708 à 1732, où la ville sera aux mains de la régence d'Alger avant sa reprise par les Espagnols. Les Espagnols seront définitivement chassés de la place en 1792 lors de la reconquête d'Oran et de Mers el-Kébir.

## Contexte
Les Espagnols voient une dégradation de leurs relations avec l'environnement d'Oran. Les « Maures de paix », tribus acceptant de commercer avec eux, ont rompu leurs relations ce qui isole complètement la place. 
Le nouveau gouverneur Don Carlos Carraja, attaque les Beni Ameur, une tribu alliée au pouvoir d'Alger en juin 1703. Le bilan est de 80 morts et 250 captifs parmi les Beni Ameur. Cet épisode marque une rupture dans les relations algéro-espagnoles pourtant dans une période favorable depuis la guerre algéro-marocaine de 1701. Le bey Mohammed ben Youssouf — plus connu sous le nom de Bouchelaghem (l'homme à la moustache) ou comme le terrible Bigotillo par les Espagnols — est au fait des difficultés des Espagnols, empêtrés dans la guerre de Succession. La ville est déjà soumise à un blocus depuis 5 ans par les Algériens. La ville entre en état de siège. Le 1er novembre 1707, Ouzoum Hassan, gendre du dey d’Alger Bagtache s'empare du fort Saint-Philippe.

## Bataille
Le bey prend possession des hauteurs de l'Aïdour (Santa Cruz) d'où il fait pilonner les positions espagnoles par ses tobdjias, ses canonniers à qui il doit son succès,. Le bey Bouchelaghem s'empare de la ville d'Oran le 20 janvier 1708 et Mers el-Kébir tombe le 4 avril.

## Conséquences
Ce succès militaire des Algériens surprend le gouvernement espagnol mais aussi l'ensemble de la communauté internationale européenne de l’époque ; dans le monde musulman elle est vue comme une victoire sur la chrétienté. La ville d'Oran se repeuple de gens venus de tout l'Ouest avec un afflux, notamment, d'artisans et de commerçants. Elle ouvre une première période, de 1708 à 1732, où la ville sera aux mains de la régence d'Alger avant sa reprise par les Espagnols en 1732. Ils seront définitivement chassés de la place en 1792 lors de la reconquête d'Oran et de Mers el-Kébir.